# DNK Tour
DNK Tour é a segunda turnê em curso da cantora franco-maliana Aya Nakamura, em suporte ao seu quarto álbum de estúdio, DNK (2023). Promovida pela Live Nation, percorreu auditórios e arenas em toda a Europa e parte da América do Norte. A turnê começou em 21 de maio de 2023 em Bordeaux, França.

## Repertório
O repertório abaixo é representativo do concerto ocorrido em Bordeaux, em 21 de maio de 2023, podendo não corresponder necessariamente aos outros shows da turnê.
Ato de Abertura
1. "Haut niveau"
2. "Tous les Jours"
3. "Sms"

Ato I
1. "40%"
2. "Bobo"
3. "Copines" + "Whine Up"
4. "Pompom"
5. "Sucette"

Ato II
1. "Chacun"
2. "Jolie Nana"
3. "Dégaine"
4. "Oumou Sangaré" / "Comportement" / "Love D'un Voyou" (Medley)
5. "J'ai Mal"
6. "Soldat"
7. "Gangster"
8. "Doudou"

Ato III
1. "Beleck" + "Pookie"
2. "Daddy"
3. "Hot"
4. "Preféré"
5. "La Dot"
6. "Dadja"

Ato IV
1. "Baby"

Ato de Encerramento
1. "Fly"

## Datas
| Data                      | Cidade            | País                           | Local                         | Ato(s) de abertura        |
| Etapa 1 — Europa          | Etapa 1 — Europa  | Etapa 1 — Europa               | Etapa 1 — Europa              | Etapa 1 — Europa          |
| ------------------------- | ----------------- | ------------------------------ | ----------------------------- | ------------------------- |
| 21 de maio de 2023        | Bordeaux          | França                         | Arkéa Arena                   | Não houve ato de abertura |
| 22 de maio de 2023        | Lyon              | França                         | Halle Tony Garnier            |                           |
| 26 de maio de 2023        | Paris             | França                         | Accor Arena                   |                           |
| 27 de maio de 2023        | Paris             | França                         | Accor Arena                   |                           |
| 28 de maio de 2023        | Paris             | França                         | Accor Arena                   |                           |
| 11 de junho de 2023       | Dijon             | França                         | Parc de la Combe à la Serpent |                           |
| 18 de junho de 2023       | Marselha          | França                         | Parc Borely                   |                           |
| 23 de junho de 2023       | Reims             | França                         | Parc de Champagne             |                           |
| 24 de junho de 2023       | Maxéville         | França                         | Zénith du Grand Nancy         |                           |
| 28 de junho de 2023       | Portimão          | Portugal                       | Praia da Rocha                |                           |
| 30 de junho de 2023       | Costa da Caparica | Portugal                       | Parque de Campismo Inatel     |                           |
| 1 de julho de 2023        | Arras             | França                         | Lá Citadelle                  |                           |
| 6 de julho de 2023        | Liège             | Bélgica                        | Parc Astrid                   |                           |
| 14 de julho de 2023       | Carhaix Plouguer  | França                         | Site de Kerampuil             |                           |
| 16 de julho de 2023       | Barcelona         | Espanha                        | Opium Barcelona               |                           |
| 22 de julho de 2023       | Nyon              | Suíça                          | Plaine de l'Asse              |                           |
| 23 de julho de 2023       | Paris             | França                         | Hipódromo de Longchamp        |                           |
| Etapa 2 — África          |                   |                                |                               |                           |
| 7 de setembro de 2023     | Quinxassa         | República Democrática do Congo | Showbuzz                      | Não houve ato de abertura |
| 8 de setembro de 2023     | Quinxassa         | República Democrática do Congo | Athénée de La Gombe           | Não houve ato de abertura |
| 9 de setembro de 2023     | Brazavile         | República do Congo             | Palais des Congres            | Não houve ato de abertura |
| Etapa 3 — Europa          |                   |                                |                               |                           |
| 13 de outubro de 2023     | Londres           | Inglaterra                     | Arena Wembley                 | L.A.X                     |
| 19 de outubro de 2023     | Bruxelas          | Bélgica                        | Palais 12                     | Não houve ato de abertura |
| Etapa 4 — América Central |                   |                                |                               |                           |
| 11 de novembro de 2023    | Forte da França   | Martinica                      | Estádio Pierre-Aliker         |                           |
| 12 de novembro de 2023    | Baie-Mahault      | Guadalupe                      | Parc D'Activité de Jarry      |                           |
| Etapa 5 — África          |                   |                                |                               |                           |
| 24 de dezembro de 2023    | Bamaco            | Mali                           | Place du Cinquatenaire        |                           |
| 29 de dezembro de 2023    | Abidjã            | Costa do Marfim                | Marcory                       |                           |

## Shows cancelados
| Data                  | Cidade     | País          | Local                    | Motivo                           |
| --------------------- | ---------- | ------------- | ------------------------ | -------------------------------- |
| 29 de julho de 2023   | Carcassona | França        | Grand Theatre de la Cite | Motivos médicos                  |
| 4 de agosto de 2023   | Montreal   | Canadá        | Parc Jean-Drapeau        | Motivos médicos                  |
| 15 de outubro de 2023 | Lausanne   | Suíça         | Arena Vaudoise           | Compromissos diários da artista. |
| 25 de outubro de 2023 | Berlim     | Alemanha      | Tempodrom                | Compromissos diários da artista. |
| 26 de outubro de 2023 | Amsterdã   | Países Baixos | Afas Live                | Compromissos diários da artista. |